# Power Rangers : Force animale
 (mars 2024).
La mise en forme du texte ne suit pas les recommandations de Wikipédia : il faut le « wikifier ».
Les points d'amélioration suivants sont les cas les plus fréquents. Le détail des points à revoir est peut-être précisé sur la page de discussion.
- Les titres sont pré-formatés par le logiciel. Ils ne sont ni en capitales, ni en gras.
- Le texte ne doit pas être écrit en capitales (les noms de famille non plus), ni en gras, ni en italique, ni en « petit »…
- Le gras n'est utilisé que pour surligner le titre de l'article dans l'introduction, une seule fois.
- L'italique est rarement utilisé : mots en langue étrangère, titres d'œuvres, noms de bateaux, etc.
- Les citations ne sont pas en italique mais en corps de texte normal. Elles sont entourées par des guillemets français : « et ».
- Les listes à puces sont à éviter, des paragraphes rédigés étant largement préférés. Les tableaux sont à réserver à la présentation de données structurées (résultats, etc.).
- Les appels de note de bas de page (petits chiffres en exposant, introduits par l'outil «  Source ») sont à placer entre la fin de phrase et le point final[comme ça].
- Les liens internes (vers d'autres articles de Wikipédia) sont à choisir avec parcimonie. Créez des liens vers des articles approfondissant le sujet. Les termes génériques sans rapport avec le sujet sont à éviter, ainsi que les répétitions de liens vers un même terme.
- Les liens externes sont à placer uniquement dans une section « Liens externes », à la fin de l'article. Ces liens sont à choisir avec parcimonie suivant les règles définies. Si un lien sert de source à l'article, son insertion dans le texte est à faire par les notes de bas de page.
- La présentation des références doit suivre les conventions bibliographiques. Il est recommandé d'utiliser les modèles {{Ouvrage}}, {{Chapitre}}, {{Article}}, {{Lien web}} et/ou {{Bibliographie}}. Le mode d'édition visuel peut mettre en forme automatiquement les références.
- Insérer une infobox (cadre d'informations à droite) n'est pas obligatoire pour parachever la mise en page.

Pour une aide détaillée, merci de consulter Aide:Wikification.
Si vous pensez que ces points ont été résolus, vous pouvez retirer ce bandeau et améliorer la mise en forme d'un autre article.
Chronologie
La Force du temps Force Cyclone
Power Rangers : Force animale est la dixième saison de la série télévisée américaine Power Rangers, adaptée du super sentai Hyakujū Sentai Gaoranger. C'est la dernière produite par Saban Entertainment, à la suite du rachat en 2001 de Fox Family Worldwide par The Walt Disney Company.
Composée de 40 épisodes de 24 minutes, elle a été diffusée aux États-Unis à partir du 1er mars 2002 sur Fox Kids (épisodes 1 à 26) puis ABC Kids (épisodes 27 à 40) . En France, seuls 22 épisodes ont été diffusés en 2003 sur TF1 dans l'émission TF! Jeunesse.

## Synopsis
Il y a 3 000 ans, de viles créatures connues sous le nom de Orgs menaçaient les terres d'Animaria. Conduites par le terrifiant maître des Orgs, ces créatures vivaient uniquement pour détruire. Cinq puissants guerriers, armés de sabres magiques, défendirent Animaria contre les Orgs. Afin de protéger Animaria, les cinq guerriers utilisèrent le pouvoir des sabres pour envoyer les terres dans les airs. La Princesse Shayla, plongée dans un profond sommeil, resta sur l'île flottante, entourée de cinq Zords Animaux, qui attendaient le jour où ils pourraient de nouveau être utiles. Aidés par de nombreux Zords Animaux, disparus depuis, les cinq guerriers vainquirent les Orgs, et les enfermèrent sous Terre.
Avec le temps, la pollution a recouvert la Terre, permettant aux Orgs de se libérer de leur prison. La Princesse Shayla s'est alors réveillée, et les Zords Animaux ont choisi, pour défendre la Terre, cinq champions en tant que Power Rangers Force animale : Taylor, une pilote de l'armée de l'air, Danny, un fleuriste timide, Max, un adolescent impulsif et immature, Alyssa, une étudiante généreuse, et Cole, un enfant de la jungle à la recherche de ses origines.
La mission des Rangers s'avère extrêmement dangereuse au retour du maître des Orgs, déterminé à réunir son empire. Au fil de leurs aventures, les Rangers vont découvrir d'autres Zords Animaux. En cas de besoin, ces nouveaux Zords peuvent combattre à leurs côtés. Alyssa découvre l’Éléphant, Max a été sauvé par la Girafe, Taylor a aidé les Ours brun et polaire à retrouver leur véritable forme, Cole a été sauvé des attaques du maître des Orgs par le Gorille, et a trouvé un œuf d'où sortit l'Oiseau de feu, Danny a été soutenu par le Rhino et l'Armadillo, Merrick et Shayla ont chanté pour se réconcilier avec le Cerf, et une quête spirituelle révéla à Cole le Faucon.
Nayzor, le général des Orgs, ouvre une tombe dans laquelle reposait Zen-Aku depuis plus de 3 000 ans. Emprisonné par les cinq Anciens Guerriers, Zen-Aku tente de se venger en éliminant leurs successeurs, les Power Rangers Force animale. Il les combat et gagne à tous les coups, sans pour autant les éliminer définitivement. Les Rangers découvrent que Zen-Aku est en fait Merrick, le sixième Ancien Guerrier autrefois victime de la malédiction du masque du loup : il avait utilisé ce masque afin d'en tirer des pouvoirs suffisants pour détruire le Maître des Orgs, 3 000 ans auparavant. Les Rangers parviennent à briser le sort, libérant Merrick de ses pulsions. Les Zords Animaux de Merrick lui offrent le Mobile lunaire, qu'il utilise pour se transformer en Ranger lunaire. Cependant, Merrick ne se joint pas à l'équipe des cinq Rangers, se jugeant trop coupable, mais leur vient en aide en cas de besoin.
Le maître des Orgs kidnappe la Princesse Shayla pour célébrer un rituel au cours duquel le Cœur des Orgs doit être créé. Pendant le rituel, Toxica et Jindrax aident les Rangers en libérant la Princesse, mais le maître des Orgs réussit cependant à créer le Cœur des Orgs, qui accroît ses pouvoirs. Le Cœur sera détruit lors de la bataille finale par une multitude de Zords Animaux, venus aider les Rangers. Toxica et Jindrax font la paix avec ces derniers et partent faire le tour du monde. Les Rangers, après avoir rendu leurs pouvoirs à la princesse Shayla qui retourne sur l'Animarium, reprennent le cours d'une vie normale.

## Distribution

### Rangers Force animale
| Acteurs                                   | Rôles           | Rangers                    | Armes | Véhicules                             | Armures                | Zords                                          |
| ----------------------------------------- | --------------- | -------------------------- | --- | ------------------------------------- | ---------------------- | ---------------------------------------------- |
| Ricardo Medina, Jr. (VF : Antoine Nouel)  | Cole Evans      | Ranger Force animale rouge | Cristal du Zord Lion, Cristal du Zord Gorille, Morpher Animal, Griffes d'Animaux, Sabre Cristal, Crocs du Lion rouge, Lion Blaster, Arc Faucon, Fauconator                                | Moto Sauvage Lion, Moto Transformable | Guerrier Sauvage rouge | Zord Lion, Zord Gorille, Zord Faucon           |
| Alyson Kiperman (VF : Valérie de Vulpian) | Taylor Earhart  | Ranger Force animale jaune | Cristal du Zord Aigle, Cristal du Zord Ours Brun, Cristal du Zord Ours blanc, Morpher Animal, Griffes d'Animaux, Sabre Cristal, Épée de l'Aigle jaune, Plumes de l'Aigle, Palet Armadillo | Moto Sauvage Aigle                    |                        | Zord Aigle, Zord Ours blanc, Zord Ours brun    |
| Phillip Jeanmarie (VF : Franck Tordjman)  | Max Cooper      | Ranger Force animale bleu  | Morpher Animal, Griffes d'Animaux, Sabre Cristal, Nageoires de Combat du Requin bleu, Cristal du Zord Girafe, Épée de Pardolis, Cristal du Zord Requin                                    | Moto Sauvage Requin                   |                        | Zord Requin, Zord Girafe                       |
| Jack Guzman (VF : Olivier Jankovic)       | Danny Delgado   | Ranger Force animale noir  | Cristal du Zord Bison, Morpher Animal, Griffes d'Animaux, Sabre Cristal, Hache du Bison noir, Cristal du Zord Armadillo, Cristal du Zord Cerf, Rhino Laser                                | Moto Sauvage Bison                    |                        | Zord Bison, Zord Armadillo, Zord Rhinocéros    |
| Jessica Rey (VF : Nathalie Bienaimé)      | Alyssa Enrilé   | Ranger Force animale blanc | Cristal du Zord Tigresse, Cristal du Zord Eléphant, Morpher Animal, Griffes d'Animaux, Sabre Cristal, Bâton de la Tigresse blanche, Cristal du Zord Rhino, Cornes du Cerf                 | Moto Sauvage Tigresse                 |                        | Zord Tigresse, Zord Eléphant, Zord Cerf        |
| Phillip Andrew (VF : Antoine Nouel)       | Merrick Baliton | Ranger Loup lunaire        | Cristal du Zord Loup, Cristal du Zord Requin-Marteau, Cristal du Zord Alligator, Morpher lunaire, Épée lunaire                                                                            | Moto Sauvage Loup                     |                        | Zord Loup, Zord Alligator, Zord Requin-Marteau |

### Amis

#### Animarium
L'Animarium est une île flottante au-dessus de Turtle Cove qui était autrefois un morceau de l'ancienne civilisation d'Animaria. L'Animarium devient plus tard le foyer et la base d'opérations des Rangers Force animale et de leurs Zords Animaux.
- la princesse Shayla (Ann Marie Crouch) : Shayla était la princesse d'une ancienne civilisation connue sous le nom d'Animaria, il y a trois mille ans. Pendant la guerre contre les Orgs, la princesse Shayla a été plongée dans un profond sommeil et projetée dans le ciel avec un morceau de l'Animaria et cinq Zords Animaux. Après avoir été réveillée lorsque l'armée des Orgs est ressuscitée, la princesse Shayla forme et guide cinq humains choisis pour devenir les Power Rangers Force animale. Il est ensuite révélé qu'elle a eu une relation secrète avec Merrick Baliton, son protecteur dévoué, et qu'elle jouait souvent de la musique pour le Zord Cerf. Bien que les deux décident de ne pas raviver leur romance, ils promettent de jouer de la musique pour le Zord Cerf chaque matin sur l'Animaria. Après la défaite de Maître Org, la princesse Shayla retourne à son profond sommeil sur l'Animaria jusqu'à ce que les Zords Animaux soient à nouveau nécessaires.

#### Turtle Cove
- Kendall (Sandra McCoy) : Kendall est une fleuriste qui travaille dans une boutique de fleurs où Danny Delgado a travaillé avant de devenir le Ranger Force animale noir. Les deux entrent plus tard en contact lors d'une altercation avec l'Org Robe de Mariée, où Kendall découvre l'identité de Danny en tant que Ranger Force animale noir.
- Willie (J.D. Hall) : Willie est le propriétaire de Willie's Road House, un bar situé à Turtle Cove. Après que Merrick Baliton a repoussé des clients difficiles, Willie lui propose une chambre et le gîte en échange de petits travaux qu'il effectue pour lui dans le bar.
- Don (Eddie Mekka) : Don était l'ancien coach de bowling de Max Cooper avant que ce dernier ne devienne le Ranger Force animale bleu. Après que l'Org Bowling a causé d'importants dégâts avec ses capacités de bowling, Max Cooper se tourne vers lui pour lui apprendre la Technique de la Tornade.
- Monsieur Enrilé (Branscombe Richmond) : Monsieur Enrilé est un maître d'arts martiaux et le père d'Alyssa Enrilé, la Ranger Force animale blanc. Il souhaitait qu'elle reprenne son dojo spécialisé dans le style de combat du tigre, mais elle voulait aller à l'université pour devenir enseignante. Il lui permet d'aller à l'université, mais il s'inquiète que le style de combat de sa famille soit oublié avec le temps. Cependant, lorsqu'il assiste à un combat de monstres, il voit le Ranger Force animale blanc utiliser son style de combat et est convaincu que l'héritage familial se perpétuera avec Alyssa dans la lutte contre les forces du mal.
- Kite (Ryan Goldstein) : Kite est la forme réincarnée d'Animus qui est apparu pour la première fois pour aider les Power Rangers Force animale à obtenir le Zord Faucon. Il réapparaît sous la forme d'un garçon sans-abri qui se lie d'amitié avec les Power Rangers Force animale. Après avoir découvert que les humains sont responsables de la plupart de la pollution qui nuit à la Terre, il décide de révéler sa véritable identité et de retirer les Zords aux Power Rangers Force animale jusqu'à ce qu'il constate que tous les humains ne sont pas mauvais. Animus revient ensuite pour aider le Ranger Loup lunaire à combattre un Maître Org ressuscité, mais il est finalement détruit par celui-ci, jusqu'à ce qu'il soit ramené à la vie par des circonstances inconnues.

#### Royaume d'Animaria
- Anciens Guerriers : Les Anciens Guerriers d'Animaria sont cinq guerriers de l'ancienne civilisation d'Animaria qui ont combattu les Orgs lorsque ceux-ci sont apparus pour la première fois à cause de la pollution précoce. On les voit pour la dernière fois utiliser leurs pouvoirs pour élever un morceau d'Animaria contenant Zords Animaux et la princesse Shayla jusqu'aux nuages, formant ainsi l'Animarium.

#### Jungle amazonienne
- Richard Evans (Jack Maxwell) : Richard Evans était un scientifique qui travaillait avec ses collègues, Elizabeth et Viktor, à l'Université de Turtle Cove pour prouver l'existence d'Animaria. Il finit par demander Elizabeth en mariage et ils ont un fils nommé Cole Evans, qui grandit pour devenir le Ranger Force animale rouge. Les trois découvrent finalement les Graines des Orgs, issues du Maître Org original. Viktor Adler les ingère par jalousie, entraînant la colère des Orgs, et Richard Evans est écrasé à mort par les lianes des Orgs.
- Elizabeth Evans (Anna Bianco) : Richard Evans était un scientifique qui travaillait avec ses collègues, Elizabeth et Viktor, à l'Université de Turtle Cove pour prouver l'existence d'Animaria. Les deux hommes étaient épris d'elle, mais c'est Richard Evans qui remporte finalement son cœur. Ils se marient et ont un fils nommé Cole Evans, qui grandit pour devenir le Ranger Force animale rouge. Les trois découvrent finalement les Graines des Orgs, issues du Maître Org original. Viktor Adler, pris d'une rage jalouse, les ingère et après avoir été témoin de la mort de son mari, Elizabeth cache son fils en bas âge dans la jungle avant d'être écrasée à mort par les lianes des Orgs.

#### Silver Hills

##### Rangers Time Force
| Acteurs                                    | Rôles                  | Rangers                      | Armes                                                | Armures        |
| ------------------------------------------ | ---------------------- | ---------------------------- | ---------------------------------------------------- | -------------- |
| Jason Faunt (VF : Olivier Jankovic)        | Wesley « Wes » Collins | Ranger Time Force rouge (II) | Chrono Morpher, Chrono Blaster, Chrono Sabres Rouges | Guerrier rouge |
| Daniel Southworth (VF : Martial Le Minoux) | Eric Myers             | Quantum Ranger               | Quantum Morpher, Quantum Blaster                     | Mega Combat    |

- Wesley « Wes » Collins (Jason Faunt) : Wes Collins est le Ranger Time Force rouge qui se rend à Turtle Cove avec les Anges des Temps pour combattre les Mut-Orgs. Il fait plus tard équipe avec Cole Evans, le Ranger Force animale rouge, pour combattre les Mut-Orgs et une armée de Putrids. Puis il est recruté pour se rendre sur la Lune afin d'empêcher les restes de l'Empire des Machines de déterrer Serpentera. Plus tard, il fait équipe avec Tommy Oliver, le Zeo Ranger V rouge, pour détruire Gerrock.
- Eric Myers (Dan Southworth) : Eric Myers est le Quantum Ranger qui a d'abord rencontré Taylor Earhardt, la Ranger Force animale jaune, après lui avoir donné une contravention pour excès de vitesse. Il rencontre à nouveau les Rangers Force animale et Taylor après leur tentative de combattre les Mut-Orgs. Il fait ensuite équipe avec Merrick Baliton, le Ranger Loup lunaire, pour combattre les Mut-Orgs et une armée de Putrids. Puis il est recruté pour se rendre sur la Lune afin d'empêcher les restes de l'Empire des Machines de déterrer Serpentera. Plus tard, il fait équipe avec Aurico, l'Alien Ranger rouge, pour détruire Tezzla.

#### En 3001

##### Rangers Time Force
| Acteurs                                        | Rôles                   | Rangers                 | Armes                                                |
| ---------------------------------------------- | ----------------------- | ----------------------- | ---------------------------------------------------- |
| Michael Copon (VF : Franck Tordjman)           | Lucas Kendall           | Ranger Time Force bleu  | Chrono Morpher, Chrono Blaster, Chrono Sabres Bleus  |
| Kévin Kleinberg (VF : Jérôme Berthoud)         | Trip                    | Ranger Time Force vert  | Chrono Morpher, Chrono Blaster, Chrono Sabres Verts  |
| Déborah Estelle Phillips (VF : Annabelle Roux) | Katie Walker            | Ranger Time Force jaune | Chrono Morpher, Chrono Blaster, Chrono Sabres Jaunes |
| Erin Cahill (VF : Caroline Lallau)             | Jennifer « Jen » Scotts | Ranger Time Force rose  | Chrono Morpher, Chrono Blaster, Chrono Sabres Roses  |

- Lucas Kendall (Michael Copon) : Lucas Kendall est le Ranger Time Force bleu qui escorte Ransik et Nadira à Turtle Cove dans le passé pour combattre les Mut-Orgs. Il fait plus tard équipe avec Max Cooper, le Ranger Force animale bleu , pour combattre les Mut-Orgs et une armée de Putrids.
- Trip (Kévin Kleinberg) : Trip est le Ranger Time Force vert qui informe Wes Collins de la mission de Jen et qui plus tard escorte Ransik et Nadira à Turtle Cove dans le passé pour combattre les Mut-Orgs. Il fait ensuite équipe avec Danny Delgado, le Ranger Force animale noir, pour combattre les Mut-Orgs et une armée de Putrids.
- Katie Walker (Deborah Estelle Phillips) : Katie Walker est la Ranger Time Force jaune qui escorte Ransik et Nadira à Turtle Cove dans le passé pour combattre les Mut-Orgs. Elle fait plus tard équipe avec Taylor Earhardt, la Ranger Force animale jaune, pour combattre les Mut-Orgs et une armée de Putrids.
- Jennifer « Jen » Scotts (Erin Cahill) : Jen Scotts est la Ranger Time Force rose qui est envoyée en mission secrète par la Time Force pour traquer les Mut-Orgs lorsqu'ils voyagent vers Turtle Cove dans le passé pour trouver le Maître Org. Elle fait équipe plus tard avec Alyssa Enrilé, la Ranger Force animale blanc, pour combattre les Mut-Orgs et une armée de Putrids.
- Ransik (Vernon Wells) : Ransik est un criminel mutant repentant purgeant une peine de prison à la prison de haute sécurité de Funaro pour ses crimes. Il est escorté à Turtle Cove dans le passé pour aider les Rangers Time Force du Temps et les Rangers Force animale à combattre les Mut-Orgs. Il révèle plus tard qu'il est responsable de leur libération dans le futur et leur donne leurs moitiés mutantes en échange de leur aide pour transformer son corps en une arme. Plus tard, il tente de détruire leurs moitiés mutantes et réussit, ce qui le transforme en être humain.
- Nadira (Kate Sheldon) : Nadira est une ancienne criminelle mutante qui a été condamnée à des travaux d'intérêt général pour ses crimes et on la voit travailler avec des enfants. Elle est recrutée pour convaincre son père, Ransik, de venir en aide aux Rangers Time Force et aux Rangers Force animale pour combattre les Mut-Orgs. Elle se rend ensuite à Turtle Cove dans le passé avec eux et est attaquée par les Mut-Orgs, ce qui motive Ransik à détruire leurs moitiés mutantes. Plus tard, on la voit passer du temps avec Lucas Kendall, le Ranger Time Force bleu, lors de la célébration sur l'Animarium.
- Circuit (Brianne Siddall) : Circuit est un hibou robotique qui a aidé les Rangers Time Force dans leur lutte contre Ransik. Il se rend à Turtle Cove dans le passé et informe tout le monde que des renforts sont en route. Il est également présent lors du pique-nique organisé sur l'Animarium après que les Rangers Time Force du Temps et les Rangers Force animale ont détruit les Mut-Orgs.

#### Terre

##### Rangers rouges Vétérans
| Acteurs                                    | Rôles                                | Rangers                       | Armes                                            | Pouvoirs            | Véhicules         |
| ------------------------------------------ | ------------------------------------ | ----------------------------- | ------------------------------------------------ | ------------------- | ----------------- |
| Austin St. John (VF : Franck Tordjman)     | Jason Lee Scott                      | Ranger rouge (I)              | Transmutateur                                    |                     |                   |
| Jason David Frank (VF : Martial Le Minoux) | Thomas « Tommy » Oliver              | Zeo Ranger V rouge            | Zeonizer                                         | Zeo Pouvoir d'Envol |                   |
| Selwyn Ward (VF : Antoine Nouel)           | Théodore Jay « T.J. » Jarvis Johnson | Turbo Ranger rouge (II)       | Turbo Morpher, Turbo Épée, Turbo Glaive Lumineux |                     | Lightning Cruiser |
| Sean Cw Johnson (VF : Jérôme Berthoud)     | Carter Grayson                       | Ranger Sauvetage Éclair rouge | Morpher Éclair, Blaster Éclair, Thermo Blaster   |                     | Rover Éclair      |

- Jason Lee Scott (Austin St. John) : Jason Lee Scott est le Ranger rouge (Mighty Morphin) recruté pour se rendre sur la Lune afin d'empêcher les restes de l'Empire des Machines de déterrer Serpentera. Plus tard, il fait équipe avec Cole Evans, le Ranger Force animale rouge, pour combattre le général Venjix.
- Thomas « Tommy » Oliver (Jason David Frank) : Tommy Oliver est le Zeo Ranger V rouge qui a dirigé l'équipe des Rangers rouges pour empêcher les restes de l'Empire des Machines de déterrer Serpentera. Plus tard, il fait équipe avec Wes Collins, le Ranger Time Force rouge, pour détruire Gerrock.
- Théodore Jay « T.J. » Jarvis Johnson (Selwyn Ward) : T.J. Johnson est le Turbo Ranger rouge recruté pour se rendre sur la Lune afin d'empêcher les restes de l'Empire des Machines de déterrer Serpentera. Plus tard, il fait équipe avec Léo Corbett, le Ranger Galactique rouge, pour détruire Automon.
- Carter Grayson (Sean Cw Johnson) : Carter Grayson est le Ranger Sauvetage Éclair rouge qui est responsable du recrutement de Cole Evans et de son introduction à la NASADA pour qu'il rejoigne les autres Rangers rouges de la Terre. Il voyage ensuite avec eux sur la Lune pour empêcher les restes de l'Empire des Machines de déterrer Serpentera. Plus tard, il fait équipe avec Andros, le Ranger de l'Espace rouge, pour détruire Steelon.

- Farkus « Bulk » Bulkmeier et Eugène « Skull » Skullovitch (Paul Schrier et Jason Narvy) : Bulk et Skull étaient deux anciens brutes qui se sont retrouvés après que Bulk est revenu sur Terre après l'avoir quittée pour voyager dans l'espace sur Terra Venture avec le Professeur Phenomenus. Ils ouvrent un bar à thème tropical appelé Bulkmeier's et sont ceux qui informent Tommy Oliver de la présence des restes de l'Empire des Machines qui déterrent Serpentera.

#### Astro Megaship (Mark II)
L'Astro Megaship (Mark II) est un vaisseau spatial bleu utilisé par les Rangers rouges Vétérans pour voyager jusqu'à la Lune afin d'empêcher l'Empire des Machines d'utiliser Serpentera.
| Acteur                                         | Rôle   | Ranger                   | Arme                         | Véhicule        |
| ---------------------------------------------- | ------ | ------------------------ | ---------------------------- | --------------- |
| Christopher Khayman Lee (VF : Jérôme Berthoud) | Andros | Ranger de l'Espace rouge | Astro Morpher, Astro Blaster | Surf Galactique |

- Andros (Christopher Khayman Lee) : Andros est le Ranger de l'Espace rouge qui s'est rendu sur la Lune pour obtenir des informations sur les restes de l'Empire des Machines. Après avoir révélé ses découvertes, il ramène l'Astro Megaship (Mark II) sur Terre, qui est utilisé pour lui et les autres Rangers rouges de la Terre afin de se rendre sur la Lune et empêcher les restes de l'Empire des Machines de déterrer Serpentera. Plus tard, il fait équipe avec Carter Grayson, le Ranger Sauvetage Éclair rouge, pour détruire Steelon.
- Alpha 7 (Richard Steven Horvitz) : Alpha 7 est un assistant robotique créé par le Roi Lexux d'Édénoï pour aider les Rangers rouges à bord de l'Astro Megaship (Mark II) lors de leur mission visant à empêcher les généraux de l'Empire des Machines de déterrer Serpentera.

#### Mirinoï
| Acteur                            | Rôle        | Ranger                  | Armes                                  | Véhicule   |
| --------------------------------- | ----------- | ----------------------- | -------------------------------------- | ---------- |
| Danny Slavin (VF : Antoine Nouel) | Léo Corbett | Ranger Galactique rouge | Transmorpher, Sabre Quasar, Transdague | Jet Jammer |

- Léo Corbett (Danny Slavin) : Léo Corbett est le Ranger Galactique rouge qui retrouve son Sabre Quasar rouge et se rend sur la Lune de la Terre avec l'Alien Ranger rouge pour empêcher les restes de l'Empire des Machines de déterrer Serpentera. Plus tard, il fait équipe avec T.J. Johnson, le Turbo Ranger rouge, pour détruire Automon.

#### Aquitar
| Acteur                                   | Rôle   | Ranger             | Arme | Pouvoir               |
| ---------------------------------------- | ------ | ------------------ | ---- | --------------------- |
| Christopher Glenn (VF : Franck Tordjman) | Aurico | Alien Ranger rouge | Épée | Glissement de terrain |

- Aurico (Christopher Glenn) : Aurico est l'Alien Ranger rouge qui voyage avec Léo Corbett, le Ranger Galactique rouge, sur la Lune pour empêcher les restes de l'Empire des Machines de déterrer Serpentera. Plus tard, il fait équipe avec Eric Myers, le Quantum Ranger, pour détruire Tezzla.

### Ennemis

#### Le Nexus
Le Nexus est une caverne souterraine où naissent tous les esprits Org et la base d'opérations pour les Orgs de rang supérieur. Le Nexus s'effondre en morceaux lorsque le Maître des Orgs réalise une cérémonie pour créer le Cœur des Orgs.
- Maître des Orgs / Viktor Adler (Ilia Volok) : Le Maître des Orgs était autrefois connu sous le nom de Viktor Adler, un scientifique humain qui a tenté de découvrir la civilisation perdue d'Animaria avec ses collègues Richard Evans et Elizabeth Evans. Il développe des sentiments pour Elizabeth et envisage presque de lui demander en mariage, mais Richard le devance. Le groupe finit par trouver le lieu de repos d'origine d'Animaria et les restes du Maître des Orgs Orginal. Viktor, consumé par la jalousie, ingère les Graines d'Org, ce qui lui confère des pouvoirs semblables à ceux des Orgs pour tuer Richard et Elizabeth. Viktor Adler assume ensuite le rôle du Maître des Orgs des années plus tard, se rendant au Nexus pour diriger les Orgs. Il est finalement découvert par les Ducs Org, Toxica et Jindrax, et les transforme en esclaves sans volonté pendant un court laps de temps. Une fois que le sort est brisé, le Maître des Orgs tente de détruire Cole Evans, le fils de Richard et Elizabeth, et le Ranger Force animale rouge, mais il est gravement blessé et dépouillé de ses pouvoirs. Il est remplacé en tant que chef des Orgs par Mandilok, qui présumément le tue après l'avoir jeté d'une falaise. Cependant, le véritable Maître des Orgs renaît à l'intérieur de son cadavre, où il fait pousser une véritable corne. Il envoie finalement le Duc Org, Onikage, au Nexus pour préparer son retour en tuant Toxica, et il tue lui-même Mandilok pour trahison. Le Maître des Orgs utilise alors le collier de la Princesse Shayla, qu'il a kidnappée, pour construire le Cœur des Orgs afin de devenir un être invincible qui réussit à détruire tous les Zords Animaux. Malheureusement pour lui, tous les Zords Animaux parviennent à être réanimés et le Maître des Orgs est détruit par une explosion combinée d'eux, son Cœur des Orgs étant détruit par les Rangers avec l'Épée Jungle.
- Duchesse Toxica (Sin Wong) : Toxica est une Duchesse Org féminine qui a l'apparence d'une humaine et attend avec impatience la renaissance du Maître des Orgs, offrant ses services une fois qu'il reviendra présumément. Toxica est douée dans l'art de la magie, capable de ressusciter des Orgs tombés et de les faire grandir en géants. Après avoir été témoin de la modification de la corne du Maître des Orgs, elle commence à nourrir des soupçons à son égard et utilise la couronne du général Org, Nayzor, pour se transformer en Necronomica pendant un court laps de temps en guise de défense. Après avoir découvert la véritable identité du Maître des Orgs, elle subit un lavage de cerveau et est transformée en une créature plus monstrueuse appelée Super Toxica. Après avoir été libérée de son lavage de cerveau, elle ressuscite le général Org, Mandilok, pour régner sur l'Empire des Orgs pendant un court laps de temps. Lorsque Mandilok perd patience avec elle, elle est persuadée par le Duc Org, Onikage, de se couper sa propre corne afin que l'eau de l'Animarium ne l'affecte pas lorsqu'elle enlève la Princesse Shayla. Elle est ensuite utilisée comme bouclier par Mandilok lorsque les Rangers Force animale s'apprêtent à le bombarder avec le Blaster Jungle, et son esprit est envoyé pendant un court laps de temps dans le Monde des Esprits Orgs. Cependant, elle est ressuscitée par son ami, Jindrax, et les deux aident les Rangers Force animale à secourir la Princesse Shayla. Après l'accomplissement de cette dernière mission, Toxica et Jindrax décident de parcourir le monde à la recherche d'un but.
- Duc Jindrax (Richard Cansino et Danny Wayne Stallcup) : Jindrax est un Duc Org armé d'un couteau qui attendait avec impatience, aux côtés de sa comparse Toxica, la renaissance du Maître des Orgs, offrant ses services une fois qu'il reviendrait présumément. Jindrax se considère comme le Maître des Lames et est doué dans l'art du combat à l'épée. Après avoir découvert la véritable identité du Maître des Orgs, il subit un lavage de cerveau et est transformé en une créature plus monstrueuse appelée Super Jindrax. Après avoir été libéré de son lavage de cerveau, il ressuscite le général Org, Mandilok, pour régner sur l'Empire des Orgs pendant un court laps de temps. Il fait également équipe avec son frère, Juggelo, pendant un certain temps après avoir été qualifié d'inutile par Mandilok. Lorsque Toxica est détruite par Mandilok, il remet en question son rôle dans l'Empire des Orgs et décide de ressusciter son amie après qu'elle a communiqué avec lui à travers un miroir. Après avoir aidé les Rangers Force animale à secourir la Princesse Shayla, Toxica et Jindrax décident de parcourir le monde à la recherche d'un but.
- Garde Retinaxe (Michael Sorich) : Retinax est un général Org dont le thème est lié aux yeux et qui était autrefois le garde du corps personnel du Maître des Orgs original. Après avoir entendu parler de son retour, il décide de se rendre à Turtle Cove afin de se racheter aux yeux de son maître en battant ses ennemis jurés dans un combat. Cependant, il échoue, mais survit à une attaque du Megazord Force animale. Il est finalement détruit par Viktor Adler déguisé en Maître des Orgs, car Retinax ne le reconnaît pas. Plus tard, il est ressuscité par le Maître des Orgs pour protéger le Nexus, combattant en solitaire le Ranger Force animale rouge et la Ranger Force animale jaune, avant de s'associer à Nayzor et Mandilok pour détruire les Rangers Force animale avec la Lame Nexus. Cependant, il est à nouveau détruit par une explosion du Blaster Jungle.
- général Nayzor (Ken Merckx) : Nayzor est un général Org dont le thème est lié au nez. Il est ressuscité par le Maître des Orgs pour libérer le Duc Org, Zen-Aku, et reste ensuite comme conseiller personnel du Maître des Orgs pendant un court laps de temps jusqu'à ce qu'il soit détruit par le Ranger Loup lunaire. Sa couronne survit cependant, Toxica l'utilisera pour devenir Necronomica. Puis elle est utilisée pour le ramener à la vie et le transformer en Super Nayzor. En tant que Super Nayzor, il parvient à mettre hors service quatre des Rangers Force animale jusqu'à ce qu'il soit détruit par l'Arc Faucon nouvellement acquis par le Ranger rouge Force animale. Il est ensuite ressuscité et agrandi par le Maître des Orgs, mais il est à nouveau détruit par le Megazord Isis. Nayzor est ressuscité une troisième fois par le Maître des Orgs pour protéger le Nexus, combattant en solitaire la Ranger Force animale blanc et le Ranger Loup lunaire, avant de s'associer à Retinax et Mandilok pour tenter de détruire les Rangers Force animale avec la Lame Nexus. Cependant, il est à nouveau détruit par une explosion du Blaster Jungle.
- Duc Zen-Aku (Dan Woren et Lex Lang) : Zen-Aku est un Duc Org semblable à un loup, créé après que Merrick Baliton a utilisé un masque de loup maudit pour détruire le Maître Org original et prendre possession de son corps avant d'être scellé par ses coéquipiers. Après avoir été libéré par le général Org, Nayzor, Zen-Aku parvient à capturer quatre Cristaux d'Animaux de trois des Rangers Force animale grâce aux pouvoirs de ses Zords Animaux noirs. Après avoir découvert la véritable identité de Zen-Aku, les Rangers Force animale parviennent à le libérer en détruisant le Prédazord et en brisant le Masque du Loup en plusieurs morceaux. Le Masque du Loup finit par ressusciter Zen-Aku sans avoir besoin d'un hôte, mais il désire néanmoins se réunir avec Merrick Baliton pour retrouver sa pleine puissance. Il devient géant dans le but d'accomplir cela, mais est à nouveau détruit par le Prédazord. Après que le Maître des Orgs a été détruit et que les Rangers Force animale se séparent, Zen-Aku est ressuscité une troisième fois et parcourt le monde aux côtés de Merrick Baliton.
- général Mandilok (Ezra Weisz et Barbara Goodson) : Mandilok est un général Org dont le thème est lié à la bouche. Il est ressuscité par Toxica et Jindrax après avoir découvert que le Maître des Orgs était un imposteur humain. Après s'être débarrassé de Viktor Adler mourant, Mandilok prend le contrôle de l'Empire des Orgs pendant un court laps de temps. Mandilok a un appétit insatiable et ne se soucie pas de ses subordonnés, les épuisant constamment pour renforcer d'autres Orgs ou utilisant même Toxica comme bouclier pour bloquer une explosion du Blaster Jungle. Mandilok trouve sa fin lorsque le véritable Maître des Orgs  revient, en tant qu'Org réel, et le détruit d'un tir de son Bâton Org. Plus tard, il est ressuscité par le Maître des Orgs pour protéger le Nexus, combattant en solitaire le Ranger Force animale bleu et le Ranger Force animale noir, avant de s'associer à Nayzor et Retinax pour tenter de détruire les Rangers Force animale avec la Lame Nexus. Cependant, il est à nouveau détruit par une explosion du Blaster Jungle.
- Duc Onikage (Dan Woren) : Onikage est un Duc Org dont le thème est celui du ninja. Il arrive au Nexus pour offrir ses services à Mandilok en élaborant un plan pour kidnapper la Princesse Shayla. Il réussit en trompant Toxica pour qu'elle se coupe la corne afin de se protéger de l'eau sacrée. Ce qu'il ne lui a cependant pas dit, c'est qu'elle ne repousserait pas, et elle est détruite lorsque Mandilok l'utilise comme bouclier pour bloquer une explosion du Blaster Jungle. Après avoir créé une équipe de clones des Rangers Force animale appelée les Rangers des Ténèbres, il est révélé qu'il travaillait en réalité avec le Maître des Orgs pour saper tous ceux qui s'étaient retournés contre lui. Une fois que Mandilok est détruit, il est envoyé pour s'occuper de Jindrax, mais un clone de lui est créé à la place, et une fois que son clone est détruit par le Ranger Force animale rouge, il est également détruit. Il est ressuscité et agrandi par le Maître des Orgs et envoie les Rangers Force animale dans une autre dimension. Cependant, Onikage est finalement détruit par le tout nouveau Megazord Pégase.
- Putrids : Les Putrids sont des Orgs de bas niveau utilisés par des Orgs de rang supérieur en tant que soldats de base. Ils peuvent être invoqués à partir d'une Coquille détenue par la Duchesse Org, Toxica.

#### Les Mut-Orgs
- Rofang (Kim Strauss) : Rofang est le chef des Mut-Orgs, à l'origine un Org emprisonné dans une statue en périphérie de Millennium City. Rofang est libéré par Ransik avant que ce dernier ne devienne un seigneur du crime, et il utilise son ADN mutant pour devenir un hybride Mutant/Org. Finalement, il voyage dans le passé avec ses complices, Takach et Kired, pour s'allier avec le Maître des Orgs, et finit par le retrouver pour se rendre à une centrale électrique afin de causer une pollution massive. Rofang est extrêmement puissant jusqu'à ce que Ransik lui ôte ses pouvoirs mutants, le affaiblissant considérablement par la même occasion. Il affronte ensuite les forces combinées des Rangers Time Force et Rangers Force animale, se battant contre le Ranger Time Force rouge et le Ranger Force animale rouge, avant d'être détruit par une attaque combinée des Rangers Time Force et des Rangers Force animale.
- Kired (David Lodge) : Takach est un Mut-Org qui était à l'origine un Org emprisonné dans une statue en périphérie de Millennium City. Takach est libéré par Ransik avant que ce dernier ne devienne un seigneur du crime, et il utilise son ADN mutant pour devenir un hybride Mutant/Org. Finalement, il voyage dans le passé avec ses complices, Rofang et Kired, pour s'allier avec le Maître des Orgs, et finit par le retrouver pour se rendre à une centrale électrique afin de causer une pollution massive. Takach est extrêmement puissant jusqu'à ce que Ransik lui ôte ses pouvoirs mutants, le affaiblissant considérablement par la même occasion. Il affronte ensuite les forces combinées des Rangers Time Force et des Rangers Force animale, se battant contre le Ranger Time Force bleu, le Ranger Time Force vert, le Ranger Force animale bleu et le Ranger Force animale noir, avant d'être détruit par une attaque combinée des Rangers Time Force et des Rangers Force animale.
- Takach (David Lodge) : Kired est un Mut-Org qui était à l'origine un Org emprisonné dans une statue en périphérie de Millennium City. Kired est libéré par Ransik avant que ce dernier ne devienne un seigneur du crime, et il utilise son ADN mutant pour devenir un hybride Mutant/Org. Finalement, il voyage dans le passé avec ses complices, Rofang et Takach, pour s'allier avec le Maître des Orgs, et finit par le retrouver pour se rendre à une centrale électrique afin de causer une pollution massive. Kired est extrêmement puissant jusqu'à ce que Ransik lui ôte ses pouvoirs mutants, le affaiblissant considérablement par la même occasion. Il affronte ensuite les forces combinées des Rangers Time Force et des Rangers Force animale, se battant contre la Ranger Time Force rose et la Ranger Force animale blanc, avant d'être détruit par une attaque combinée des Rangers Time Force et des Rangers Force animale.

#### L'Empire des Machines
- général Venjix (Archie Kao) : Le général Venjix est un soldat robotique noir et le chef des généraux de l'Empire des Machines. Il se rend sur la Lune pour déterrer Serpentera afin de détruire la Terre et venger le Roi Mondo. Il est contrecarré par une équipe de Rangers rouges et, après avoir combattu le Ranger rouge (Mighty Morphin) et le Ranger Force animale rouge, il tente de s'enfuir à bord de Serpentera, mais est détruit par le Ranger Force animale rouge pilotant sa Moto Transformable.
- général Automon (Dave Walsh) : Automon est un soldat robotique rouge et membre des généraux de l'Empire des Machines. Il se rend sur la Lune pour déterrer Serpentera et l'utiliser afin de détruire la Terre pour venger le Roi Mondo. Cependant, il est contrecarré par une équipe de Rangers rouges et finit par être détruit grâce aux efforts combinés du Turbo Ranger rouge et du Ranger Galactique rouge.
- général Gerrok (Walter Jones) : Gerrock est un soldat robotique vert et membre des généraux de l'Empire des Machines. Il se rend sur la Lune pour déterrer Serpentera et l'utiliser afin de détruire la Terre pour venger le Roi Mondo. Cependant, il est contrecarré par une équipe de Rangers rouges et finit par être détruit grâce aux efforts combinés du Zeo Ranger V rouge et du Ranger Time Force rouge.
- général Steelon (Scott Page-Pagter) : Steelon est un soldat robotique bleu et membre des généraux de l'Empire des Machines. Il se rend sur la Lune pour déterrer Serpentera et l'utiliser afin de détruire la Terre pour venger le Roi Mondo. Cependant, il est contrecarré par une équipe de Rangers rouges et finit par être détruit grâce aux efforts combinés du Ranger de l'Espace rouge et du Ranger Sauvetage Éclair rouge.
- Générale Tezzla (Catherine Sutherland) : Tezzla est une soldate robotique féminine de couleur blanche et membre du groupe des généraux de l'Empire des Machines. Elle se rend sur la Lune pour déterrer Serpentera dans le but de détruire la Terre et de venger le Roi Mondo. Elle est contrecarrée par une équipe de Rangers rouges et est finalement détruite grâce aux efforts combinés de l'Alien Ranger rouge et du Quantum Ranger.
- Serpentera : Serpentera est un Zord maléfique semblable à un dragon qui a été laissé sur la Lune par le Seigneurd Zedd. Il est déterré par le général de l'Empire des Machines et équipé d'un réacteur au néo-plutonium pour résoudre son problème d'énergie. Le général Venjix tente de l'utiliser pour détruire la Terre afin de venger le Roi Mondo, mais il est détruit par le Ranger Force animale rouge à l'aide de sa Moto Transformable.
- Les Cogs : Les Cogs sont des soldats robotiques utilisés par les généraux de l'Empire des Machines en tant que soldats de base, ainsi que comme excavateurs de Serpentera.

## Armes
- Morphers Animaux ◆◆◆◆◆ : Les Morphers Animaux sont les outils nécessaires pour se transformer en Rangers Force Animale.
- Morpher lunaire : Le Morpher lunaire est l'outil nécessaire pour se transformer en Ranger Loup lunaire.
- Cristaux d'Animaux ◆◆◆◆◆◆ : Les Cristaux Animaux sont des cristaux en forme d'orbe qui peuvent être insérés dans les Sabres Cristal afin de convoquer les Zords Animaux depuis l'Animarium.
  - Cristal du Zord Lion : Le Cristal du Zord Lion est utilisé par le Ranger Force animale rouge pour appeler le Zord Lion.
  - Cristal du Zord Aigle : Le Cristal du Zord Aigle est utilisé par la Ranger Force animale jaune pour appeler le Zord Aigle.
  - Cristal du Zord Requin : Le Cristal du Zord Requin est utilisé par le Ranger Force animale bleu de la Force Sauvage pour appeler le Zord Requin.
  - Cristal du Zord Bison : Le Cristal du Zord Bison est utilisé par le Ranger Force animale noir pour appeler le Zord Bison.
  - Cristal du Zord Tigresse : Le Cristal du Zord Tigresse est utilisé par la Ranger Force animale blanc pour appeler le Zord Tigresse.
  - Cristal du Zord Éléphant : Le Cristal du Zord Éléphant est utilisé par la Ranger Force animale blanc pour appeler le Zord Éléphant.
  - Cristal du Zord Girafe : Le Cristal du Zord Girafe est utilisé par le Ranger Force animale bleu pour appeler le Zord Girafe.
  - Cristal du Zord Ours Brun : Le Cristal du Zord Ours Brun est utilisé par le Ranger Force animale bleu pour appeler le Zord Ours Brun.
  - Cristal du Zord Ours blanc : Le Cristal du Zord Ours blanc est utilisé par la Ranger Force animale blanc pour appeler le Zord Ours blanc.
  - Cristal du Zord Gorille : Le Cristal du Zord Gorille est utilisé par le Ranger Force animale rouge pour appeler le Zord Gorille.
  - Cristal du Zord Loup : Le Cristal du Zord Loup est utilisé par le Ranger Loup lunaire pour appeler le Zord Loup.
  - Cristal du Zord Requin-Marteau : Le Cristal du Zord Requin-Marteau est utilisé par le Ranger Loup lunaire pour appeler le Zord Requin-Marteau.
  - Cristal du Zord Alligator : Le Cristal du Zord Alligator est utilisé par le Ranger Loup lunaire pour appeler le Zord Alligator.
  - Cristal du Zord Rhinocéros et Cristal du Zord Armadillo : Le Cristal du Zord Rhinocéros et le Cristal du Zord Armadillo sont utilisés par le Ranger Force animale noir pour appeler le Zord Rhinocéros et le Zord Armadillo.
  - Cristal du Zord Cerf : Le Cristal du Zord Cerf est utilisé par la Ranger Force animale blanc pour appeler le Zord Cerf.
  - Cristal du Zord Faucon : Le Cristal du Zord Faucon est utilisé par le Ranger Force animale rouge pour appeler le Zord Faucon.

- Sabre Cristal ◆◆◆◆◆ : Les Sabres Cristal sont des armes de type épée miniature utilisées par les Rangers Force Animale comme armes de mêlée et pour appeler leurs Zords Animaux depuis l'Animarium.
- Griffes d'Animaux ◆◆◆◆◆◆ : En tant que représentant des animaux, les Rangers Force animale peuvent faire apparaître des griffes au bout de leurs doigts pour combattre les ennemis.
- Épée Jungle ◆◆◆◆◆ : L'Épée Jungle est une épée géante formée lorsque les Rangers Force animale combinent leurs armes.
  - Crocs du Lion rouge : Les Crocs du Lion rouge est une sorte de gant de frappe personnel utilisé par le Ranger Force animale rouge.
    - Lion Blaster : Les Crocs du Lion rouge peut se transformer en une arme de type blaster appelée Lion Blaster.

  - Épée de l'Aigle jaune : L'Épée de l'Aigle jaune est l'arme personnelle de la Ranger Force animale jaune, ressemblant à une épée.
  - Nageoires de Combat du Requin bleu : Les Nageoires de Combat du Requin bleu sont les armes personnelles du Ranger Force animale bleu, ressemblant à des ailerons.
  - Hache du Bison noir : La Hache du Bison noir est l'arme personnelle du Ranger Force animale noir, ressemblant à une hache.
  - Bâton de la Tigresse blanche: Le Bâton de la Tigresse blanche est l'arme personnelle de la Ranger Force animale blanc, ressemblant à un bâton de combat.
- Plumes de l'Aigle : La Ranger Force Animale jaune possède quelques Plumes de l'Aigles pour attaquer les Orgs.

- Épée lunaire: L'Épée lunaire est l'arme personnelle du Ranger Loup lunaire, ressemblant à la fois à un blaster et à une épée.
  - Épée lunaire Mode Fusil: En Mode Fusil, l'Epée Lunaire permet au Ranger Loup Lunaire de porter de coup à distance.
  - Épée lunaire Mode Queue de Billard: L'Epée Lunaire peut se transformer en Queue de Billard pour effectuer l'attaque Billard Laser. Le Ranger Loup Lunaire se sert également de ce mode contre l'Org Bowling, espérant pouvoir lui renvoyer ses boules de bowling.
- Arc Faucon : L'Arc Faucon est une arme de type arc qui a été donnée au Ranger Force animale rouge après que ses coéquipiers ont résolu une énigme pour déverrouiller le Zord Faucon. L'Arc Faucon est également l'outil nécessaire pour appeler le Zord Faucon.
- Blaster Jungle ◆◆◆◆◆ : Le Jungle Blaster est une arme de type blaster formée lorsque les Rangers Force animale combinent leurs armes secondaires.
  - Fauconator : Le Fauconator est une arme de type arbalète utilisée par le Ranger Force animale rouge.
  - Palet Armadillo : Le Palet Armadillo est une arme de type palet utilisée par la Ranger Force animale jaune.
  - Épée de Pardolis : L'Épée de Pardolis est une arme de type glaive utilisée par le Ranger Force animale bleu.
  - Rhino Laser : Le Rhino Laser est une arme de type fusil utilisée par le Ranger Force animale noir.
  - Cornes du Cerf : Les Cornes du Cerf est une arme de type grappler utilisée par le Ranger Force animale blanc.

- Vol de l'Aigle : La Ranger Force animale jaune peut faire apparaitre des ailes sous ses bras, lui permettant de voler pour combattre ses ennemis.
- Plongeon du Requin : Avec l'aide du Ranger Force animale noir, le Ranger Force animale bleu peut s'envoler dans les airs et faire un plongeon tel un requin pour affaiblir ses ennemis à l'aide de ses Nageoires de Combat.
- Ceinturon : Le Centurion est une boucle de ceinture utilisée par le Ranger Force animale rouge pour activer l'Armure Animarienne.
  - Armure Animarienne : Le Guerrier Sauvage rouge est une puissante armure accordée au Ranger Force animale rouge après que ses coéquipiers ont libéré le Zord Faucon.

- Motos Sauvages ◆◆◆◆◆◆ : Les Motos Sauvages sont des véhicules de type moto multicolores à thème animal conduits par les Rangers Force animale.
  - Moto Sauvage Lion : La Moto Sauvage Lion est un véhicule de type moto à thème lion conduite par le Ranger Force animale rouge.
  - Moto Sauvage Aigle : La Moto Sauvage Aigle est un véhicule de type moto à thème aigle conduite par la Ranger Force animale jaune.
  - Moto Sauvage Requin : La Moto Sauvage Requin est un véhicule de type moto à thème requin conduite par le Ranger Force animale bleu.
  - Moto Sauvage Bison : La Moto Sauvage Bison est un véhicule de type moto à thème bison conduite par le Ranger Force animale noir.
  - Moto Sauvage Tigresse : La Moto Sauvage Tigresse est un véhicule de type moto à thème tigre blanc conduite par la Ranger Force animale blanc.
  - Moto Sauvage Loup : La Moto Sauvage Loup est un véhicule de type moto à thème loup conduite par le Ranger Loup lunaire.

- Moto Transformable : La Moto Transformable est un véhicule de type moto volante à thème faucon donné au Ranger Force animale rouge par Kite après que sa Moto Sauvage Lion a été détruite par Mandilok. La Moto Transformable a également été responsable de la destruction de Serpentera.

## Zords

### Zords Animaux
- Zord Lion : Le Zord Lion est un Zord ressemblant à un lion qui se lie avec Cole Evan et lui prête son pouvoir pour qu'il devienne le Ranger Force animale rouge.
- Zord Aigle : Le Zord Aigle est un Zord ressemblant à un aigle qui se lie avec Taylor Earnhardt et lui prête son pouvoir pour qu'elle devienne la Ranger Force animale jaune.
- Zord Requin : Le Zord Requin bleu est un Zord ressemblant à un requin qui se lie avec Max Cooper et lui prête son pouvoir pour qu'il devienne le Ranger Force animale bleu.
- Zord Bison : Le Zord du Bison est un Zord ressemblant à un bison qui se lie avec Danny Delgado et lui prête son pouvoir pour qu'il devienne le Ranger Force animale noir.
- Zord Tigresse : Le Zord Tigresse est un Zord ressemblant à une tigresse blanche qui se lie avec Alyssa Enrilé et lui prête son pouvoir pour qu'elle devienne la Ranger Force animale blanc.
- Zord Éléphant : Le Zord Éléphant est un Zord ressemblant à un éléphant qui s'est lié avec le Ranger Force animale blanc après qu'elle a trouvé son lieu de cachette à l'intérieur d'une grotte.
- Zord Girafe : Le Zord Girafe est un Zord ressemblant à une girafe qui se lie avec le Ranger Force animale bleu après qu'il a découvert son lieu de repos dans le lac de Turtle Cove.
- Zord Ours Brun et Zord Ours blanc : Les Frères Ours sont deux Zords ressemblant à des ours jumeaux qui étaient déguisés en deux garçons humains jusqu'à ce que la Ranger Force animale jaune récupère deux fleurs pour eux afin qu'ils puissent retrouver leur véritable forme.
- Zord Gorille : Le Zord Gorille est un Zord ressemblant à un gorille qui s'est réveillé dans la même forêt où l'Oiseau de Feu avait son nid et qui se lie avec le Ranger Force animale rouge.
- Zord Loup : Le Zord Loup est un Zord ressemblant à un loup qui se lie avec Merrick Baliton et lui prête son pouvoir pour qu'il devienne le Ranger Loup lunaire.
- Zord Requin-Marteau : Le Zord du Requin-Marteau est un Zord ressemblant à un requin-marteau qui est l'un des Zords Animaux du Ranger Loup lunaire.
- Zord Alligator : Le Zord Alligator est un Zord ressemblant à un alligator qui est l'un des Zords Animaux du Ranger Loup lunaire.
- Zord Rhinocéros : Le Zord Rhinocéros est un Zord ressemblant à un rhinocéros et un ami du Zord Bison qui se lie avec le Ranger Force animale noir afin d'aider les Rangers Force animale à vaincre le Prédazord.
- Zord Armadillo : Le Zord Armadillo est un Zord ressemblant à un tatou et un ami du Zord du Bison noir qui se lie avec le Ranger Force animale noir afin d'aider les Force animale à vaincre le Prédazord.
- Zord Cerf : Le Zord Cerf est un Zord ressemblant à un cerf qui se réveille après avoir entendu la princesse Shayla fredonner une chanson qu'elle lui chantait tous les jours. Après que la princesse Shayla et Merrick ont promis de lui interpréter la chanson chaque matin, il accepte de les rejoindre et se lie avec la Ranger Force animale blanc.
- Zord Faucon : Le Zord Faucon est un Zord ressemblant à un faucon qui est donné au Ranger Force animale rouge après que les quatre autres Rangers Force animale ont résolu une énigme conçue par Kite.

### Oiseau de feu
- l'Oiseau de feu : L'Oiseau de feu est un puissant Zord Animal qui possède des propriétés de guérison spéciales. Sa progéniture est utilisée comme cockpit pour les formations du Megazord des Rangers Force animale.

### Anciens Zords animaux
- Zord Lion noir : Le Zord Lion noir est un Zord semblable à un lion et fait partie des cinq Zords Animaux qui se combinent pour former Animus.
- Zord Condor : Le Zord Condor est un Zord semblable à un condor et fait partie des cinq Zords Animaux qui se combinent pour former Animus.
- Zord Requin-Scie : Le Zord Requin-Scie est un Zord semblable à un requin et fait partie des cinq Zords Animaux qui se combinent pour former Animus.
- Zord Buffle : Le Zord Buffle est un Zord semblable à un buffe et fait partie des cinq Zords Animaux qui se combinent pour former Animus.
- Zord Guépard : Le Zord Guépard est un Zord semblable à un guépard et fait partie des cinq Zords Animaux qui se combinent pour former Animus.

### Zords Animaux perdus
Lorsque le Maître des Orgs a avalé le Cœur des Orgs pour augmenter son pouvoir et attaquer la Terre, il a détruit tous les Zords Animaux des Rangers Force animale. Désormais sans pouvoir, les Rangers Force animale n'avaient aucun moyen de vaincre le Maître des Orgs. Du ciel, les Zords Animaux sont revenus sous forme d'orbes d'énergie. Avec les Zords Animaux des Rangers Force animale, plusieurs douzaines d'autres Zords sont apparus, y compris la Raie, le Zèbre, le Rat et le Paon. Ils ont détruit le Maître des Orgs avec un Ultra Rugissement, une intense décharge combinée d'énergie de chaque Zord. Les Zords Animaux des Rangers Force animale leur sont revenus, tandis que le reste des Zords a disparu.
- Zord Raie : Le Zord Raie est un Zord ressemblant à une raie qui est venu aider les Zords Animaux ressuscités à vaincre le Maître des Orgs.
- Zord Zèbre : Le Zord Zèbre est un Zord ressemblant à un zèbre qui est venu aider les Zords Animaux ressuscités à vaincre le Maître des Orgs.
- Zord Rat : Le Zord Rat est un Zord ressemblant à un rat qui est venu aider les Zords Animaux ressuscités à vaincre le Maître des Orgs.
- Zord Paon : Le Zord Paon est un Zord ressemblant à un paon qui est venu aider les Zords Animaux ressuscités à vaincre le Maître des Orgs.

## Megazords
- Megazord Force animale ◆◆◆◆◆ : Les Zords Animaux principaux des Rangers Force animale peuvent se combiner les uns avec les autres pour former le Megazord Force animale.
  - Megazord Force animale Mode Épée et Bouclier ◆◆◆◆◆❖ : Le Zord Éléphant peut se combiner avec le Megazord Force animale pour former le Megazord Force animale Mode Épée et Bouclier.
  - Megazord Force animale Mode Épée ◆◆◆◆◆❖ : Le Zord Girafe peut se combiner avec le Megazord Force animale pour former le Megazord Force animale Mode Épée.
  - Megazord Force animale Double Impact ◆◆◆❖❖ : Le Zord Ours Brun et le Zord Ours blanc peuvent se combiner avec le Megazord Force animale pour former le Megazord Force animale Double Impact.
  - Megazord Force animale Mode Attaque ◆◆◆◆❖❖ : Le Zord Rhinocéros et le Zord Armadillo peuvent se combiner avec le Megazord Force animale pour former le Megazord Force animale Mode Attaque.
  - Megazord Force animale Mode Prédator ◆◆◆❖❖ : Le Zord Requin-Marteau et le Zord Loup peuvent se combiner avec le Megazord Force animale pour former le Megazord Force animale Mode Prédator.
  - Megazord Force animale Mode Épée Prédator ◆◆◆◆❖ : Le Zord Girafe peut se combiner avec le Megazord Force animale Mode Prédator pour former le Megazord Force animale Mode Épée Prédator.
  - Megazord Force animale Mode Pinces ◆◆◆◆❖ : Le Zord Cerf peut se combiner avec le Megazord Force animale pour former le Megazord Force animale Mode Pinces.
  - Megazord Force animale Mode Lance et Bouclier ◆◆◆◆❖❖ : Le Zord Girafe et le Zord Éléphant peuvent se combiner avec le Megazord Force animale pour former le Megazord Force animale Mode Lance et Bouclier.
  - Megazord Force animale Mode Lance Impact ◆◆◆❖❖ : Le Zord Girafe et le Zord Ours Brun peuvent se combiner avec le Megazord Force animale pour former le Megazord Force animale Mode Lance Impact.

- Kongazord ❖❖❖◆◆ : Le Zord Gorille, le Zord Ours Brun, le Zord Ours blanc, le Zord Bison et le Zord Aigle peuvent se combiner entre eux pour former le Kongazord.
  - Kongazord Mode Attaque ❖❖❖❖❖ : Le Zord Rhinocéros et le Zord Armadillo peuvent se combiner avec le Kongazord pour former le Kongazord Mode Attaque.
  - Kongazord Mode Attaque et Pinces ❖❖❖❖❖ : Le Zord Cerf peut se combiner avec le Kongazord Mode Attaque pour former le Kongazord Mode Attaque et Pinces.
  - Kongazord Mode Attaque et Épée ❖❖❖❖❖ : Le Zord Girafe peut se combiner avec le Kongazord Mode Attaque pour former le Kongazord Mode Attaque et Épée.

- Prédazord ◆❖❖ : Le Zord Loup, le Zord Requin-Marteau et le Zord Alligator peuvent se combiner entre eux pour former le Prédazord.
  - Prédazord Double Impact ◆❖❖ : Le Zord Ours Brun et le Zord Ours blanc peuvent se combiner avec le Prédazord pour former le Prédazord Double Impact.
  - Prédazord Mode Epée ◆❖❖ : Le Zord Girafe peut se combiner avec le Prédazord pour former le Prédazord Mode Epée.
  - Prédazord Lune bleue ◆❖❖ : Le Prédazord peut utiliser les pouvoirs des autres Zords Animaux pour se transformer en Prédazord Lune bleue.

- Megazord Isis ❖❖❖❖❖ : Le Zord Faucon, le Zord Cerf, le Zord Girafe, le Zord Rhinocéros et le Zord Armadillo peuvent se combiner entre eux pour former le Megazord Isis.
  - Megazord Isis Mode Combattant ❖◆◆❖ : Le Zord Faucon, le Zord Bison, le Zord Requin-Marteau et le Zord Loup peuvent se combiner entre eux pour former le Megazord Isis Mode Combattant.

- Animus ❖❖❖❖❖ : Animus est le seigneur des Zord Animaux qui a été détruit par le Maître des Orgs Orginal il y a trois mille ans. Son esprit reviendrait pour aider Merrick Baliton, le Ranger Loup lunaire, à se rappeler qui il est alors qu'il est sous l'influence du Duc Org, Zen-Aku. Il serait réincarné sous la forme d'un garçon qui est apparu pour la première fois pour aider les Rangers Force animale à obtenir le Zord Faucon. Il réapparaît ensuite sous les traits d'un garçon sans abri nommé Kite, qui se lie d'amitié avec les Rangers Force animale. Après avoir découvert que les humains sont responsables de la pollution qui nuit à la Terre, il décide de révéler sa véritable identité et de retirer les Zords Animaux aux Rangers Force animale jusqu'à ce qu'il réalise que tous les humains ne sont pas mauvais. Animus revient plus tard pour aider le Ranger Loup lunaire à combattre un Maître des Orgs ressuscité, mais il est finalement détruit par celui-ci jusqu'à ce qu'il soit ranimé par des circonstances inconnues.
- Megazord Pégase ◆◆◆❖❖ : Le Zord Lion agrandi peut se combiner avec le Zord Faucon, le Zord Requin, le Zord Tigresse et le Zord Éléphant pour former le Megazord Pégase.

## Épisodes de la dixième saison (2002)
| No de production | No d'épisode | Titre français                    | Titre original                         | Première diffusion ( Belgique) |
| ---------------- | ------------ | --------------------------------- | -------------------------------------- | ------------------------------ |
| 419              | 01           | Un cœur de lion                   | Lionheart                              | 1er mars 2002                  |
| 420              | 02           | Le réveil des ténèbres            | Darkness Awakening                     | 1er mars 2002                  |
| 421              | 03           | Souriez                           | Click, Click, Zoom                     | 8 mars 2002                    |
| 422              | 04           | N'abandonne jamais                | Never Give Up!                         | 8 mars 2002                    |
| 423              | 05           | Le retour des anciens             | Ancient Awakening                      | 8 mars 2002                    |
| 424              | 06           | Des vœux sur l'eau                | Wishes on the Water                    | 22 mars 2002                   |
| 425              | 07           | L'arrivée des ours                | The Bear Necessities                   | 22 mars 2002                   |
| 426              | 08           | L'oiseau de feu                   | Soul Searching                         | 22 mars 2002                   |
| 427              | 09           | Un précieux allié                 | Soul Bird Salvation                    | 22 mars 2002                   |
| 428              | 10           | La malédiction du loup            | Curse of the Wolf                      | 26 avril 2002                  |
| 429              | 11           | Le combat des Zords               | Battle of the Zords                    | 26 avril 2002                  |
| 430              | 12           | L'arrivée de PredaZord            | PredaZord, Awaken                      | 26 avril 2002                  |
| 431              | 13           | La vengeance de Zen-Aku           | Revenge of Zen-Aku                     | 26 avril 2002                  |
| 432              | 14           | Crise d'identité                  | Identity Crisis                        | 26 avril 2002                  |
| 433              | 15           | L'ancien Guerrier                 | The Ancient Warrior                    | 10 mai 2002                    |
| 434              | 16           | Le loup solitaire                 | The Lone Wolf                          | 10 mai 2002                    |
| 435              | 17           | Jeu de pouvoir                    | Power Play                             | 10 mai 2002                    |
| 436              | 18           | Petits secrets et gros mensonges  | Secrets and Lies                       | 10 mai 2002                    |
| 437              | 19           | Un coup de champion               | The Tornado Spin                       | 10 mai 2002                    |
| 438              | 20           | Trois, c'est trop                 | Three's a Crowd                        | 10 mai 2002                    |
| 439              | 21           | Dans les pas de son père          | A Father's Footsteps                   | 7 juin 2002                    |
| 440              | 22           | Une belle chanson                 | Sing Song                              | 7 juin 2002                    |
| 441              | 23           | Les ailes d'Animaria              | The Wings of Animaria                  | 7 juin 2002                    |
| 442              | 24           | Les renforts du futur Partie 1    | Reinforcement From the Future, Part I  | 7 juin 2002                    |
| 443              | 25           | Les renforts du futur Partie 2    | Reinforcement From the Future, Part II | 7 juin 2002                    |
| 444              | 26           | La fin du maître                  | The Master's Last Stand                | 7 juin 2002                    |
| 445              | 27           | Un travail inachevé               | Unfinished Business                    | 7 juin 2002                    |
| 446              | 28           | Un garçon précieux                | Homecoming                             | 12 juillet 2002                |
| 447              | 29           | La flûte                          | The Flute                              | 12 juillet 2002                |
| 448              | 30           | Une équipe d'enfer                | Team Carnival                          | 12 juillet 2002                |
| 449              | 31           | Le dressage de Zords              | Taming of the Zords                    | 6 septembre 2002               |
| 450              | 32           | La Terre menacée                  | Monitoring Earth                       | 6 septembre 2002               |
| 451              | 33           | L'âme de l'humanité               | The Soul of Humanity                   | 6 septembre 2002               |
| 452              | 34           | Rouge pour toujours               | Forever Red                            | 7 septembre 2002               |
| 453              | 35           | La voix de son maître Partie 1    | The Master's Herald, Part I            | 7 septembre 2002               |
| 454              | 36           | La voix de son maître Partie 2    | The Master's Herald, Part II           | 29 octobre 2002                |
| 455              | 37           | La pêche magique                  | Fishing For a Friend                   | 29 octobre 2002                |
| 456              | 38           | Le grand secret                   | Sealing the Nexus                      | 29 octobre 2002                |
| 457              | 39           | La fin des Power Rangers Partie 1 | The End of the Power Rangers, Part I   | 30 novembre 2002               |
| 458              | 40           | La fin des Power Rangers Partie 2 | The End of the Power Rangers, Part II  | 30 novembre 2002               |